# Яссір Аш-Шаграні
Яссір Гарсан Саїд Аль-Мухаммаді Аш-Шаграні (араб. ياسر غرسان سعيد المحمدي الشهراني‎; нар. 25 травня 1992, Ер-Ріяд) — саудівський футболіст, захисник клубу «Аль-Гіляль».
Виступав, зокрема, за клуб «Аль-Кадісія», а також національну збірну Саудівської Аравії.

## Клубна кар'єра
У дорослому футболі дебютував 2010 року виступами за команду клубу «Аль-Кадісія», в якій провів два сезони, взявши участь у 29 матчах чемпіонату.
До складу клубу «Аль-Гіляль» приєднався 2012 року. Станом на 17 листопада 2017 року відіграв за саудівську команду 107 матчів в національному чемпіонаті.

## Виступи за збірні
У 2011 році залучався до складу молодіжної збірної Саудівської Аравії. На молодіжному рівні зіграв у 4 офіційних матчах, забив 1 гол.
У 2012 році дебютував в офіційних матчах у складі національної збірної Саудівської Аравії.
У складі збірної був учасником кубка Азії з футболу 2015 року в Австралії.

## Титули і досягнення
- Чемпіон Саудівської Аравії (6): 2016-17, 2017-18, 2019-20, 2020-21, 2021-22, 2023-24
- Володар Королівського кубка Саудівської Аравії (5): 2014-15, 2016-17, 2019-20, 2022-23, 2023-24
- Володар Кубка наслідного принца Саудівської Аравії (2): 2012-13, 2015-16
- Володар Суперкубка Саудівської Аравії (5): 2015, 2018, 2021, 2023, 2024
- Переможець Ліги чемпіонів АФК (2): 2019, 2021